# Passage des Deux-Sœurs
Le passage des Deux-Sœurs est une voie du 9e arrondissement de Paris, en France.

## Situation et accès
Le passage des Deux-Sœurs, d'une longueur de 98 mètres, est situé dans le 9e arrondissement de Paris, quartier du Faubourg-Montmartre. Il débute au 42, rue du Faubourg-Montmartre et se termine au 56, rue La Fayette.
Au XIXe siècle, le passage d'une longueur de 238 mètres était situé dans l'ancien 2e arrondissement, quartier du Faubourg-Montmartre et débutait au 42, rue du Faubourg-Montmartre et se terminait au 5 bis, rue Lamartine.
Le dernier numéro impair était le no 3 et le dernier numéro pair était le no 18.

## Origine du nom
Cette voie tient son nom des deux sœurs Devaux qui étaient propriétaires des terrains sur lesquels elle fut ouverte.

## Historique
Le passage est créé vers 1780 entre les rues du Faubourg-Montmartre et Coquenard sous le nom de « cour des Chiens ». En 1807, il est appelé « cul-de-sac Coypel » puis il prend son nom actuel vers 1815.
Le percement des rues La Fayette et de Châteaudun a fait disparaitre ses parties centrale et nord.
Un jugement rendu en l'audience publique de la première chambre du Tribunal civil de première instance de la Seine, à la date du 26 mars 1859, déclare expropriés les immeubles nos 5, 7, 12, 14, 14 bis et 16,

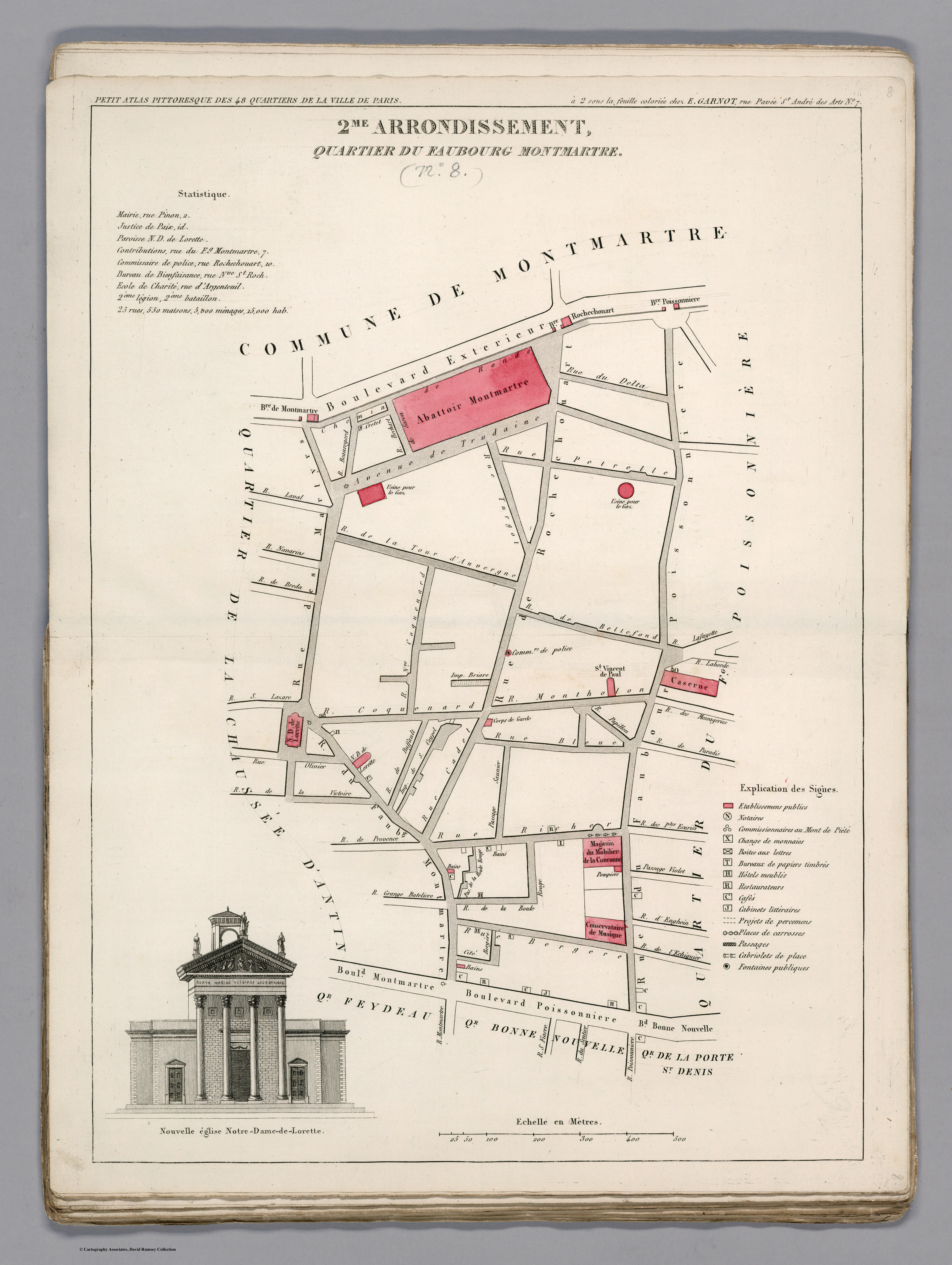
Plan du quartier du Faubourg Montmartre dans l'ancien 2e arrondissement en 1834.

## Bâtiments remarquables et lieux de mémoire
- La partie située au sud de la rue La Fayette desservait l'école d'équitation de Leblanc, implantée en 1845, qui succédait à l'ancien manège royal qui avait été transféré en 1823 rue Cadet, à l'emplacement d'un quartier de cavalerie, qui lui-même occupait l'ancien hôtel du comte d'Aure[3].